# ルアンダ州
ルアンダ州（ルアンダしゅう）は、アンゴラの州である。18,835km²の面積を擁し、2020年の推定人口は約852万人。ルアンダは同州の州都であり、アンゴラ共和国の首都でもある。

## 隣接州
- ベンゴ州
- クアンザ・ノルテ州
- クアンザ・スル州

## ムニシピオ
- ベラス（英語版） - 2011年設置[4]
- カクアコ（英語版）
- カゼンガ（英語版）
- イコロ・エ・ベンゴ（英語版） - 2011年、ベンゴ州より編入[5]
- キランバ・キアシェ（英語版） - 2016年設置[6]
- ルアンダ市
- キサマ - 2011年、ベンゴ州より編入[5]
- タラトナ（英語版） - 2016年設置[6]
- ヴィアナ（英語版）

以下はルアンダ市の行政区である。
- インゴンボータ（英語版）
- マイアンガ（英語版）
- ンゴラ・キルンジェ（ポルトガル語版）
- ランジェル（英語版）
- サンバ（英語版）
- サンビザンガ（英語版）

## 主な都市
- キランバ